# Kalmar Last Maskin Verkstad AB
Kalmar Last Maskin Verkstad AB, med varumärket "Kalmar LMV", var ett svenskt verkstadsindustriföretag. Det bildades 1977 och upplöstes omkring 1985 för att uppgå i det nybildade Kalmar Industries AB.

## Historik
Kalmar Last Maskin Verkstad AB hade sina rötter i två trucktillverkare i Ljungby kommun: Lidhults Mekaniska Verkstad och Ljungbytruck. Det statligt ägda Kalmar Verkstad köpte Lidhults Mekaniska Verkstad 1974 och Ljungbytruck 1975, varefter de slogs ihop i affärsenheten Kalmar LMV inom Kalmar Verkstad. Denna affärsenhet med två dotterbolag ombildades 1977 till ett dotterföretag: Kalmar Last Maskin Verkstad AB.
Fabriken i Lidhult tillverkade framför allt tyngre gaffeltruckar på mer än 12 ton och truckar för hantering av gods på ro-ro-fartyg och i containerterminaler. Fabriken i Ljungby tillverkade framför allt medeltunga truckar på 6–12 ton med sågverk som stor kundgrupp. Efter sammanslagningen gjorde stora ansträngningar för att exportera till bland annat Mellersta östern, Ostasien och Östeuropa. Företaget utvecklade också nya och riktigt tunglyftande truckar och containerhanterare på över 25 ton. 
Det statliga holdingföretaget Statsföretag AB slog 1980 samman sina dotterbolag Kalmar LMV och Kockums till Kalmar Kockums AB, inom vilket Kalmardelen utgjorde den största delen. Procordia AB (namnändrat från Statsföretag AB) konsoliderade 1985 alla sina verkstadsföretag inom det nybildade Kalmar Industries AB, inom en företagsstrategi med det långsiktiga målet att koncentrera sig på konsumentprodukter. Trucktillverkningen var fortfarande, med 600 anställda, den nya företagsgruppens dominerande verksamhet.
Den nya fordonstypen för containerhantering, med teleskoparm, reachstacker, introducerades under 1980-talet.

## Utvecklingen efter 1985
Huvudartikel: Kalmar Industries AB
Procordia sålde aktiemajoriteten i Kalmar Industries omkring 1989 till svenska verkstadsföretaget Componenta AB, som köptes upp av Trelleborg AB 1992. Kalmar Industries blev då en del av Trelleborgskoncernens verkstadsdel Svedalagruppen. Kalmar Industries AB börsnoterades på Stockholmsbörsen 1994.
År 1997 fusionerades Kalmar Industries med finländska Sisu Terminal Systems, vilket innebar att finländska Partek blev huvudägare med 51 % av aktierna. Kalmar Industries blev helägt av Partek 2000. Finländska Kone Oyj köpte Partek 2002 och vid en uppdelning av Kone 2005 i två delar kom Kalmar Industries att från 2005 ligga inom den nybildade finländska Cargoteckoncernen. Varumärket "Kalmar" används från 2007 för Cargotecs olika truckar.
Tillverkningen i Ljungby lades ned 2009 och flyttades till Lidhult. År 2018 lades Cargotecs trucktillverkning i Lidhult ned och flyttades till Stargard i Polen. Fabrikslokalerna, med 18 000 kvadratmeter yta, övertogs av Weland AB.